# RoboEarth
RoboEarth — облачный сервис для взаимодействия роботов, а также сетевая база знаний для роботов, основным предназначением которой является создание единой инфраструктуры, делающей возможным взаимообмен знаниями и информацией между роботами.

## Ход разработки
Разработка проекта велась с 2010 по 2014 годы. Также, были созданы два вспомогательных проекта:
- RoboHow — четырехлетний проект, начатый в 2012 году и направленный на предоставление роботам возможности выполнять действия, являющиеся повседневными для человека;
- Rapyuta Robotics — производный по отношению к RoboEarth проект, который направлен на создание дешевых облачных многоагентных систем для безопасности и управления.

## Функциональность
RoboEarth позволяет роботам:
- хранить информацию и обмениваться ею;
- облегчать бортовые вычисления;
- взаимодействовать.

## Участники разработки
- Technische Universiteit Eindhoven
- Philips
- Universität Stuttgart
- Eidgenössische Technische Hochschule Zürich
- Universidad de Zaragoza
- Technische Universität München
- Universität Bremen